# جايسون لي (مبشر)
جايسون لي (بالفرنسية: Jason Lee)‏ (و. 1803 – 1845 م) هو مبشر كندي، توفي عن عمر يناهز 42 عامًا.